# Sherfield on Loddon
Sherfield on Loddon est une paroisse civile située dans le comté de Hampshire, au Royaume-Uni. Au recensement de 2001, le village comptait 1 636 habitants.
Comme son nom l'indique, le village est traversé par la Loddon, un affluent de la Tamise.